# Juvénal Habyarimana

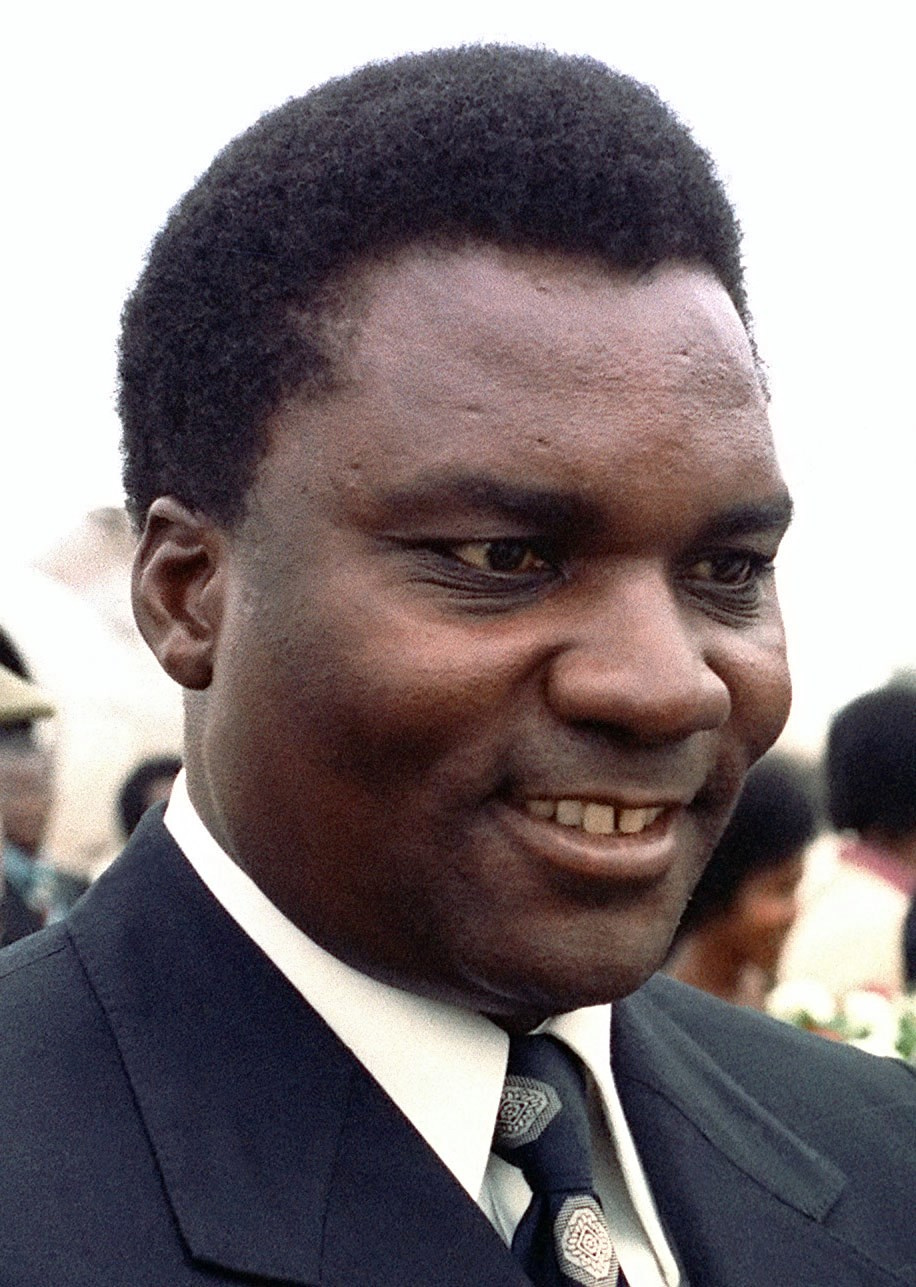
Juvénal Habyarimana (1980)

Juvénal Habyarimana (* 8. März 1937; † 6. April 1994 bei Kigali) war von 1973 bis zu seinem Tod Präsident Ruandas.

## Politik
Als Verteidigungsminister stürzte er am 5. Juli 1973 seinen Vetter Grégoire Kayibanda. Während seiner 20-jährigen Diktatur begünstigte er die Volksgruppe der Hutu, zu der er selbst gehörte. Er unterstützte zudem die Hutu-Mehrheit im Nachbarstaat Burundi gegen die dortige Tutsi-Regierung. Er war Führer der Partei Mouvement républicain national pour la démocratie et le développement (MRND). In den frühen 1990er Jahren begann eine Rebellion gegen die ruandische Regierung, als Rebellen der von den Tutsi dominierten RPF die Grenze aus Uganda überquerten. Darüber hinaus formierten sich radikale Hutu-Extremisten gegen Juvénal Habyarimana.
Juvénal Habyarimana war mit Agathe Habyarimana verheiratet, deren einflussreicher Klan, Akazu („kleines Haus“) genannt, vielen bis 1994 als eigentliches Machtzentrum Ruandas galt.

## Ermordung
Habyarimana wurde gemeinsam mit seinem burundischen Amtskollegen Cyprien Ntaryamira und dem Armeechef Déogratias Nsabimana getötet, als ihr Flugzeug am 6. April 1994 kurz nach 20.00 Uhr beim Landeanflug auf den Flughafen Kigali von zwei Raketen getroffen wurde. Sofort nach Habyarimanas Tod begannen radikale Hutu einen systematischen Völkermord an den Tutsi und gemäßigten Hutu, in dessen Verlauf mindestens 800.000 Menschen getötet wurden. 
Der Urheber des Abschusses von Habyarimanas Flugzeug ist unbekannt. Es gab 2006 Vorwürfe des französischen Ermittlungsrichters Jean-Louis Bruguière, der spätere Präsident Paul Kagame (RPF) habe das Flugzeug abschießen lassen. Dessen Protokollchefin Rose Kabuye wurde im November 2008 in Deutschland aufgrund eines französischen Haftbefehls festgenommen. Im Januar 2012 kam ein Bericht des französischen Untersuchungsrichters Marc Trévidic zu dem Ergebnis, dass das Flugzeug von Präsident Habyarimana 1994 durch eine von Hutu abgefeuerte Rakete getroffen worden sei. Das Attentat auf Habyarimana hätte Hutu-Extremisten als Vorwand für den Genozid gedient. Zeugen sagten zudem später aus, die Anflugbefeuerung des Flughafens sei während des Anflugs der Präsidentenmaschine ausgeschaltet worden.
Der Premierminister der Übergangsregierung, Jean Kambanda, berichtete später, dass er während seines Exils die Hintergründe des Abschusses in Erfahrung zu bringen versucht habe. Ihm zufolge hat Mobutu Sese Seko, der zairische Präsident, Habyarimana von dessen Flug nach Daressalam am 6. April abgeraten. Mobutu habe einen diesbezüglichen Hinweis von einem hohen französischen Staatsbeamten erhalten, der sich am 7. April das Leben genommen habe. Den Tatsachen entspricht, dass der französische Präsidentenberater für afrikanische Angelegenheiten, François de Grossouvre, am besagten Tag tatsächlich durch Suizid starb.
In der ehemaligen Villa Habyarimanas befindet sich heute das Rwanda Art Museum.